# Microlicia contasensis
Microlicia contasensis är en tvåhjärtbladig växtart som beskrevs av Woodgyer och Daniela Cristina Zappi. Microlicia contasensis ingår i släktet Microlicia och familjen Melastomataceae. Inga underarter finns listade i Catalogue of Life.